# Crin Antonescu

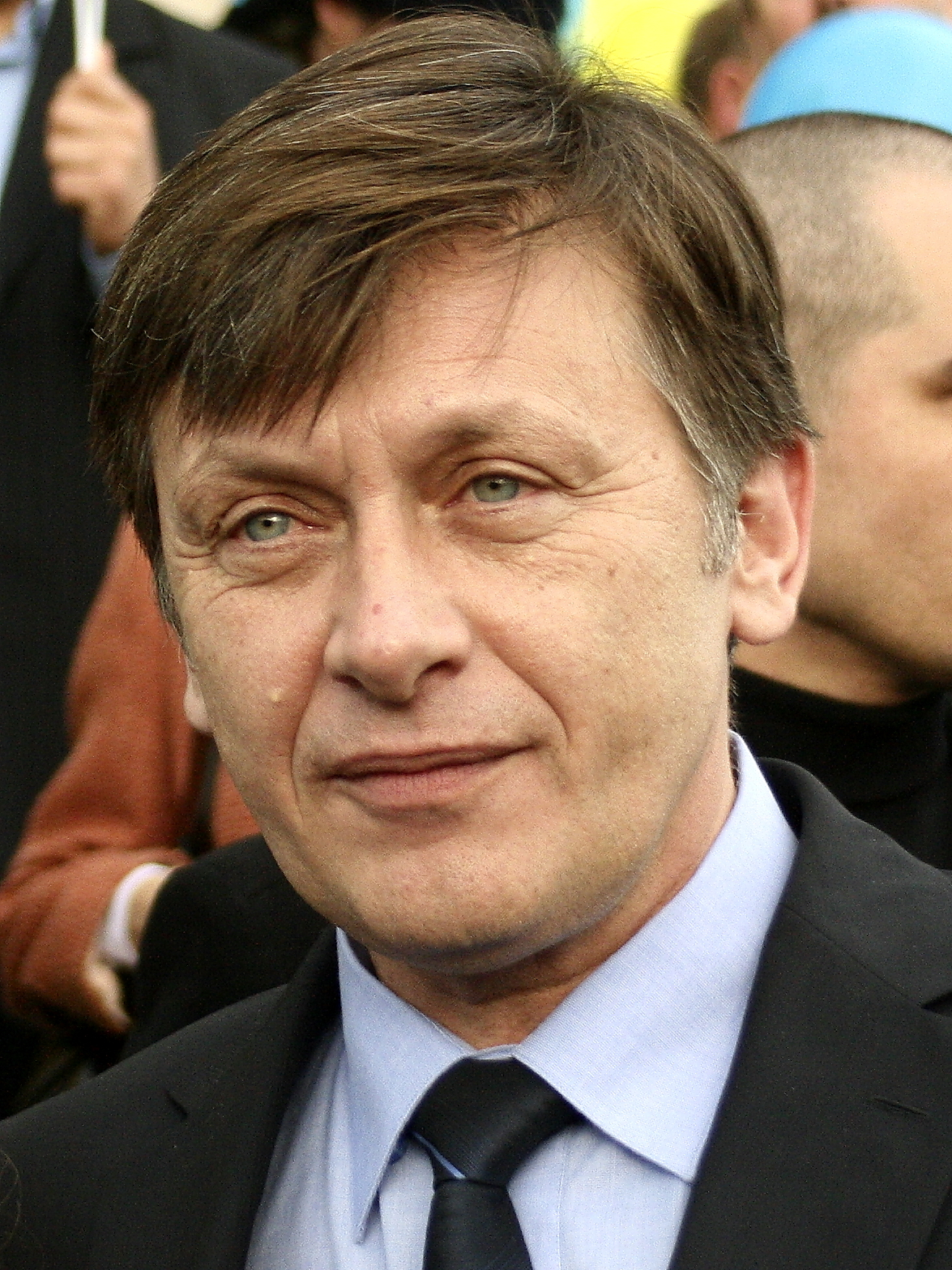
Crin Antonescu (2009)

George Crin Laurențiu Antonescu (* 21. September 1959 in Tulcea) ist ein rumänischer Historiker und Politiker. Er war von 2009 bis 2014 Vorsitzender der Nationalliberalen Partei (PNL) und war Kandidat dieser Partei für die Präsidentschaftswahlen in Rumänien 2009. Nach der Beteiligung der PNL an der „Sozialliberalen Union“ des im Mai 2012 neu gewählten Ministerpräsidenten Victor Ponta wurde Antonescu Anfang Juli 2012 zum neuen Präsidenten des rumänischen Senats gewählt. Während der Suspendierung von Traian Băsescu bekleidete er bis August 2012 zudem interimistisch das Amt des Staatspräsidenten.

## Berufliche Karriere
Antonescu studierte an der Universität Bukarest bis 1985 Geschichte und bis 1992 arbeitete er als Geschichtslehrer in Vaslui und in Tulcea, mit Unterbrechung von 1989 bis 1990 als Museologe in Tulcea.

## Politische Karriere
1990 trat Antonescu in die PNL ein. Seit 1992 schaffte er bei jeder Wahl für seine Partei den Einzug ins rumänische Parlament, zunächst in die Abgeordnetenkammer, 2008 dann in den Senat. Von 1995 bis 2002 bekleidete er die Funktion des PNL-Vizepräsidenten. 1996/1997 und von 2002 bis 2008 war Antonescu Vorsitzender der PNL-Fraktion in der Abgeordnetenkammer. In den Regierungen von Victor Ciorbea, Radu Vasile und Mugur Isărescu arbeitete er als Minister für Jugend und Sport.
Am 20. März 2009 bezwang Antonescu in einer Kampfabstimmung um den Parteivorsitz den ehemaligen Ministerpräsidenten Călin Popescu-Tăriceanu.
Anschließend entschied sich Crin Antonescu für eine Kandidatur bei den Präsidentschaftswahlen am 22. November 2009. Am 16. Oktober 2009 erklärte Antonescu in einer in Iași gehaltenen Pressekonferenz, Klaus Johannis – den amtierenden Bürgermeister von Hermannstadt – zum Regierungschef zu ernennen, falls er zum Staatspräsidenten gewählt wird.
Seine Kandidatur wurde von prominenten Vertretern der rumänischen Zivilgesellschaft unterstützt, so von der antikommunistischen Dissidentin Doina Cornea, von den Geschwistern des ehemaligen Chefs der rumänischen Opposition, Corneliu Coposu, von den Historikern Lucian Boia und Neagu Djuvara und vom Bürgermeister Timișoaras, Gheorghe Ciuhandu von der PNȚCD. Bei der Wahl errang Antonescu 20,02 % der Wählerstimmen und damit den dritten Platz. Es gelang ihm somit nicht, die Stichwahl zu erreichen. Landesweit war der Stimmenanteil Antonescus relativ gleich hoch. Nach Wahlanalysen wurde Antonescu von einer relativen Mehrheit der Wähler mit Hochschulabschluss (33,5 %) bevorzugt.
Im April 2012 beteiligte sich Antenescus PNL an der Einbringung eines Misstrauensvotums gegen den parteilosen Ministerpräsidenten Mihai Răzvan Ungureanu. Nach dessen Sturz bildete sie zusammen mit der sozialdemokratischen PSD und PC eine „Sozialliberale Union“ mit dem PSD-Vorsitzenden Victor Ponta als neuen Regierungschef. Mit Hilfe zahlreicher Notfalldekrete und der Neubesetzung wichtiger politischer Ämter versuchte die Regierung Ponta, Vertreter der bisherigen Regierungspartei PD-L zu entmachten. Infolgedessen wurde Crin Antonescu zunächst Anfang Juli 2012 zum neuen Präsidenten des rumänischen Senats gewählt, nach der Suspendierung von Staatspräsident Traian Băsescu war Antonescu bis zum gescheiterten Amtsenthebungsverfahren gegen Băsescu zudem Interims-Präsident des Landes.
Als Übergangspräsident unterstützte Antonescu den politischen Kurs Victor Pontas während der durch die Suspendierung Băsescus eskalierten Staatskrise. Zweifel der Europäischen Kommission an der Rechtsstaatlichkeit des Regierungskurses wies Antonescu als „übertrieben“ zurück. Im Jahr 2014 zog sich Antonescu zunächst aus der Politik zurück.
Bei der Präsidentschaftswahl in Rumänien 2025 trat er als Kandidat der Parteien PSD, PNL und UDMR/RMDSZ an. Er verfehlte mit 20,07 Prozent der Stimmen im ersten Wahlgang den Einzug in die Stichwahl.